# Enterprise Marketing Management
Enterprise Marketing Management, kurz EMM steht für das ganzheitliche und prozessorientierte Management der gesamten Marketing- und Vertriebskette in größeren Unternehmen.

## Zielsetzung
Intention ist die Verbesserung der Marketing Performance unter Ausrichtung aller Aktivitäten an der Unternehmensstrategie. Die Entwicklungen des Wertschöpfungsketten-Management der letzten Jahrzehnte dienen dazu als Blaupause. Der EMM-Ansatz zielt im Kern auf die Präzisierung, Strukturierung, Rationalisierung sowie Automatisierung von Marketingprozessen und der damit verbundenen Effizienz- und Effektivitätssteigerung.
EMM ist ein ganzheitlicher Ansatz und vereint mehrere Aspekte des Marketing wie Ressource Management, Leadmanagement, Kampagnenmanagement etc. Dabei werden alle Informationen, Daten und Prozesse zentral von einer Software verwaltet. Dies erlaubt Echtzeiteinblicke in den Leistungsstatus. Der EMM-Ansatz verspricht ein höheres Kundenverständnis, eine schnelle, effiziente und individuelle Kundenansprache über alle Kommunikationskanäle sowie eine Umsatzsteigerung bei gleichzeitiger Kostenreduzierung.

## Unterkategorien
EMM umfasst die Bereiche MPM (Marketing Performance Management
Xwx), MOM (Marketing Operations Management), MRM (Marketing Resource Management).